# Tropidion validum
Tropidion validum är en skalbaggsart som först beskrevs av Martins 1962.  Tropidion validum ingår i släktet Tropidion och familjen långhorningar.
Artens utbredningsområde är Paraguay. Inga underarter finns listade i Catalogue of Life.